# Monte del Precipicio
Monte del Precipicio o Monte Kedumim (en hebreo: הר הקפיצה) también conocido como Monte de la precipitación, el Monte del Salto del Señor, está situado en la Baja Galilea, cerca de las ciudades de Nazaret Illit y Nazaret, en Israel.
Los cristianos creen que fue el lugar del rechazo de Jesús que se describe en Lucas 4:29-30 - El pueblo de Nazaret, no aceptó a Jesús como el Mesías y trató de empujarlo de la montaña, pero "él pasó por en medio de ellos y se fue".
Las excavaciones arqueológicas en la Cueva Qafzeh en la montaña encontraron restos humanos, cuya edad estimada es de 90 000 años de antigüedad. Los seres humanos fueron enterrados correctamente. La cerámica encontrada en el sitio y otros hallazgos indican que el lugar fue utilizado como residencia, así como para entierros.